# Valeriana decussata
Valeriana decussata är en kaprifolväxtart. Valeriana decussata ingår i släktet vänderötter, och familjen kaprifolväxter.

## Underarter
Arten delas in i följande underarter:
- V. d. decussata
- V. d. polemonioides